# Orford Castle
Orford Castle är ett slott i Storbritannien.   Det ligger i grevskapet Suffolk och riksdelen England, i den sydöstra delen av landet, 130 km nordost om huvudstaden London. Orford Castle ligger 14 meter över havet.
Terrängen runt Orford Castle är mycket platt. Havet är nära Orford Castle åt sydost.  Närmaste större samhälle är Felixstowe, 19,0 km sydväst om Orford Castle. 